# 510 до н. е.

## Події
- Березень — Імператор Ітоку став 4-м імператором Японії.
- Падіння тиранії в Афінах.
- Падіння царського державного устрою в Римі. Встановлення Республіки.

### Астрономічні явища
- 10 травня. Кільцеподібне сонячне затемнення.[1]
- 3 листопада. Повне сонячне затемнення.[1]

## Померли
- 17 січня — Імператор Анней, 3-й імператор Японії, синтоїстське божество, легендарний монарх.